# Çalxanqala
Çalxanqala är en ort i Azerbajdzjan.   Den ligger i distriktet Nachitjevan, i den sydvästra delen av landet, 400 km väster om huvudstaden Baku. Çalxanqala ligger 1 372 meter över havet och antalet invånare är 2 140.
Terrängen runt Çalxanqala är lite bergig, och sluttar söderut. Närmaste större samhälle är Cahri, 15,4 km sydost om Çalxanqala. 
Trakten runt Çalxanqala består i huvudsak av gräsmarker. Runt Çalxanqala är det ganska glesbefolkat, med 48 invånare per kvadratkilometer.